# The Lone Star Ranger
The Lone Star Ranger is een Amerikaanse western uit 1923. De film is gebaseerd op een gelijknamig boek uit 1915 van Zane Grey. In 1919 was het al eens verfilmd. De stomme film is verloren gegaan. De film werd in Nederland uitgebracht onder de titel De koning der prairiën.

## Verhaal
Duane (Tom Mix) wordt buiten zijn schuld een zogeheten 'outlaw' (vogelvrij verklaarde misdadiger). De Texas Rangers nemen hem gevangen, maar ze bieden hem de vrijheid aan als het hem lukt een groep veedieven te pakken te krijgen. Enthousiast begint hij aan zijn taak, totdat hij zich realiseert dat de leider van de bandieten de vader van zijn grote liefde Helen (Billie Dove) is. Toch houdt dit hem niet tegen. Hij weet uiteindelijk alle slechteriken te arresteren, de vader van het meisje vergeeft hem en hij trouwt met Helen.

## Rolverdeling
| Acteur            | Personage                   |
| ----------------- | --------------------------- |
| Tom Mix           | Duane                       |
| Billie Dove       | Helen Longstreth            |
| Lee Shumway       | Lawson                      |
| Stanton Heck      | Poggin                      |
| Edward Peil sr.   | Kane                        |
| Frank Clark       | Laramie                     |
| Minna Redman      | Mrs. Laramie                |
| Francis Carpenter | Laramie's zoon              |
| William Conklin   | Major Longstreth/Cheseldine |
| Thomas G. Lingham | Captain McNally             |
| Tony het paard    | Tony                        |